# Aruküla (Koeru)
Pour les articles homonymes, voir Aruküla.
Aruküla (autrefois Arroküll) est un village estonien de la commune de Koeru dans le Järvamaa connu pour son château néclassique qui appartenait à la famille von Toll. Le village comptait 61 habitants en 2008 et 55 en 2011.
Le village était nommé Arrenküll au XVIIe siècle, lorsqu'il faisait partie du domaine seigneurial du maréchal Torstensson (1603-1651). Il se trouve au nord de Paide (autrefois Weißenstein).